# プレミアリーグの記録・統計
このページは1992–93シーズンからイングランドのトップリーグとなったプレミアリーグの記録・統計をまとめたものである。また、総試合数は1994–95シーズンまでは42試合(22チーム制)、1995–96シーズンからは38試合(20チーム制)となっている。

## リーグ記録

### タイトル
- 最多タイトル:13[1]
  - マンチェスター・ユナイテッドFC
- 最多連覇:4[1]
  - マンチェスター・シティFC (2020–21,2021–2022,2022–23,2023-24)
- 優勝クラブと準優勝クラブの最多勝ち点差:19[1]
  - マンチェスター・シティFC〈勝ち点100〉マンチェスター・ユナイテッドFC〈勝ち点81〉(2017–18)
- 優勝クラブと準優勝クラブの最少勝ち点差:0(得失点差8)[1]
  - マンチェスター・シティFC〈+64〉マンチェスター・ユナイテッドFC〈+56〉(2011–12)

### 勝利
- 1シーズン最多勝利:32[1]
  - マンチェスター・シティFC (2017–18,2018–19)
  - リヴァプールFC (2019–20)
- 1シーズン最少勝利:1[1]
  - ダービー・カウンティFC (2007–08)
- 1シーズンホーム最多勝利:18[1]
  - チェルシーFC (2005–06)
  - マンチェスター・ユナイテッドFC (2010–11)
  - マンチェスター・シティFC (2011–12,2018–19)
  - リヴァプールFC (2019–20)
- 1シーズンアウェイ最多勝利:16[1]
  - マンチェスター・シティFC (2017–18)
- 1シーズンホーム最少勝利:1[1]
  - サンダーランドAFC (2005–06)
  - ダービー・カウンティFC (2007–08)
  - サウサンプトン(2024-25)
- 1シーズンアウェイ最少勝利(21試合):0[1]
  - リーズ・ユナイテッドFC (1992–93)
- 1シーズンアウェイ最少勝利(19試合):0[1]
  - コヴェントリー・シティFC (1999–2000)
  - ウルヴァーハンプトン・ワンダラーズFC (2003–04)
  - ノリッジ・シティFC (2004–05)
  - ダービー・カウンティFC (2007–08)
  - ハル・シティAFC (2009–10)
- 最多連勝:18[1]
  - マンチェスター・シティFC (2017年8月26日のvsAFCボーンマスから2017年12月27日のvsニューカッスル・ユナイテッドFCまで)
  - リヴァプールFC (2019年10月27日のvsトッテナム・ホットスパーFCから2020年2月24日のvsウエストハム・ユナイテッドFCまで)
- 連続無勝利(38試合):32試合[1]
  - ダービー・カウンティFC (2007年9月16日のvsニューカッスル・ユナイテッドFCから2008年5月11日のvsレディングFCまで)[注 1]
- ホーム最多連勝:24[1]
  - リヴァプールFC(2019年2月9日のvsAFCボーンマスから2020年7月11日のvsバーンリーFCまで)
- アウェイ最多連勝:12[1]
  - マンチェスター・シティFC (2020年12月19日のvsサウサンプトンFCから2021年5月14日のvsニューカッスル・ユナイテッドFCまで)

### 敗北
- 1シーズン最多敗北(42試合):29[1]
  - イプスウィッチ・タウンFC (1994–95)
- 1シーズン最多敗北(38試合):30[1]
  - サウサンプトン (2024–25)
- 1シーズン最少敗北:0[1]
  - アーセナルFC (2003–04)
- 1シーズンホーム最多敗北:15[1]
  - ワトフォードFC (2021–22)
  - サウサンプトン(2024-25)
- 1シーズンアウェイ最多敗北:17[1]
  - バーンリーFC (2009–10)
- 1シーズンホーム最少敗北:0[1]
  - マンチェスター・ユナイテッドFC (1995–96,1999–2000,2010–11)
  - アーセナルFC (1998–99,2003–04,2007–08)
  - チェルシーFC (2004–05,2005–06,2006–07,2007–08,2014–15)
  - リヴァプールFC (2008–09,2017–18,2018–19,2019–20,2021–22)
  - マンチェスター・シティFC (2011–12)
  - トッテナム・ホットスパーFC (2016–17)
- 1シーズンアウェイ最少敗北:0[1]
  - アーセナルFC (2001–02,2003–04)
  - マンチェスター・ユナイテッドFC (2020–21)
- 1シーズン最多連敗:15[1]
  - サンダーランドAFC (2002–03)
- 1シーズンホーム最多連敗:11[1]
  - ワトフォードFC (2021年12月1日から2022年4月30日まで)
- 1シーズンアウェイ最多連敗:13[1]
  - レスター・シティFC (2000年11月25日から2001年8月25日まで)
- 最長無敗:49[1]
  - アーセナルFC (2003年5月7日から2004年10月24日まで)
- ホーム最多連続無敗:86[1]
  - チェルシーFC (2004年2月21日から2008年10月26日まで)
- アウェイ最多連続無敗:29[1]
  - マンチェスター・ユナイテッドFC (2020年2月17日から2021年9月19日まで)

### 引き分け
- 1シーズン最多引き分け(42試合):18[1]
  - マンチェスター・シティFC (1993–94)
  - シェフィールド・ユナイテッドFC (1993–94)
  - サウサンプトンFC (1994–95)
- 1シーズン最多引き分け(38試合):17[1]
  - ニューカッスル・ユナイテッドFC (2003–04)
  - アストン・ヴィラFC (2006–07,2011–12)
  - サンダーランドAFC (2014–15)
- 1シーズン最少引き分け:2[1]
  - マンチェスター・シティFC (2018–19)
  - トッテナム・ホットスパーFC (2018–19)
  - シェフィールド・ユナイテッドFC (2020–21)
- 1シーズンホーム最多引き分け:10[1]
  - シェフィールド・ウェンズデイFC (1996–97)
  - レスター・シティFC (1997–98, 2003–04)
  - マンチェスター・ユナイテッドFC (2016–17)
- 1シーズンアウェイ最多引き分け:10[1]
  - ニューカッスル・ユナイテッドFC (2003–04)
- 1シーズンホーム最少引き分け:0[1]
  - マンチェスター・シティFC (2008–09,2018–19)
  - マンチェスター・ユナイテッドFC (2012–13)
  - チェルシーFC (2016–17)
- 1シーズンアウェイ最少引き分け:0[1]
  - トッテナム・ホットスパーFC (2018–19)
  - リーズ・ユナイテッドFC (2020–21)
- 最長連続引き分け(42試合):7[1]
  - ノリッジ・シティFC (1993–94)
  - サウサンプトンFC (1994–95)
- 最長連続引き分け(38試合):7[1]
  - マンチェスター・シティFC (2009–10)
- 合計最多引き分け:267
  - アストン・ヴィラFC

### ゴール
- 1シーズン最多得点:106[1]
  - マンチェスター・シティFC (2017–18)
- 1シーズン最少得点:20[1]
  - ダービー・カウンティFC (2007–08)
  - シェフィールド・ユナイテッドFC (2020–21)
- 1シーズンホーム最多得点:68[1]
  - チェルシーFC (2009–10)
- 1シーズンアウェイ最多得点:48[1]
  - リヴァプールFC (2013–14)
- 1シーズンホーム最少得点:9[1]
  - フラムFC (2020–21)
- 1シーズンアウェイ最少得点:7[1]
  - ノリッジ・シティFC (2019–20)
- 1シーズン最多失点(42試合):100[1]
  - スウィンドン・タウンFC (1993–94)
- 1シーズン最多失点(38試合):104[1]
  - シェフィールド・ユナイテッドFC (2023–24)
- 1シーズン最少失点:15[1]
  - チェルシーFC (2004–05)
- 1シーズンホーム最多失点(42試合):45[1]
  - スウィンドン・タウンFC (1993–94)
- 1シーズンホーム最多失点(38試合):47[1]
  - サウサンプトン (2024–25)
- 1シーズンホーム最少失点:4[1]
  - マンチェスター・ユナイテッドFC (1993–94)
- 1シーズンアウェイ最多失点(42試合):59[1]
  - イプスウィッチ・タウンFC (1994–95)
- 1シーズンアウェイ最多失点(38試合):55[1]
  - ウィガン・アスレティックFC (2009–10)
- 1シーズンアウェイ最少失点:9[1]
  - チェルシーFC (2004–05)
- 1シーズン最大得失点差:+79[1]
  - マンチェスター・シティFC (2017–18)
- 1シーズン最小得失点差:−69[1]
  - ダービー・カウンティFC (2007–08)
- 1シーズン最多無失点試合数:25[1]
  - チェルシーFC (2004–05)
- 1シーズン最少無失点試合数:3[1]
  - バーミンガム・シティFC (2007–08)
  - ダービー・カウンティFC (2007–08)
  - ブラックバーン・ローヴァーズFC (2011–12)
  - ノリッジ・シティFC (2011–12)
  - サウサンプトン(2024－25)
- 降格クラブの1シーズン最多得点:55
  - ブラックプールFC (2010–11)
- 1シーズン最少無得点試合数:0[注 2]
  - アーセナルFC (2001–02)
- 合計最多得点:1691
  - マンチェスター・ユナイテッドFC
- 合計最多失点:1117
  - トッテナム・ホットスパーFC
- 逆転で勝ったときの最多失点:3[注 3]
  - リーズ・ユナイテッドAFC 4–3 ダービー・カウンティFC (1997年11月8日)
  - ウェストハム・ユナイテッドFC 3–4 ウィンブルドンFC (1998年9月9日)
  - トッテナム・ホットスパーFC 3–5 マンチェスター・ユナイテッドFC (2001年9月29日)
  - ウルヴァーハンプトン・ワンダラーズFC 4–3 レスター・シティFC (2003年10月25日)
- 引き分けで追いついたときの最多失点:4
  - ニューカッスル・ユナイテッドFC 4-4 アーセナルFC (2011年2月5日)[注 4]

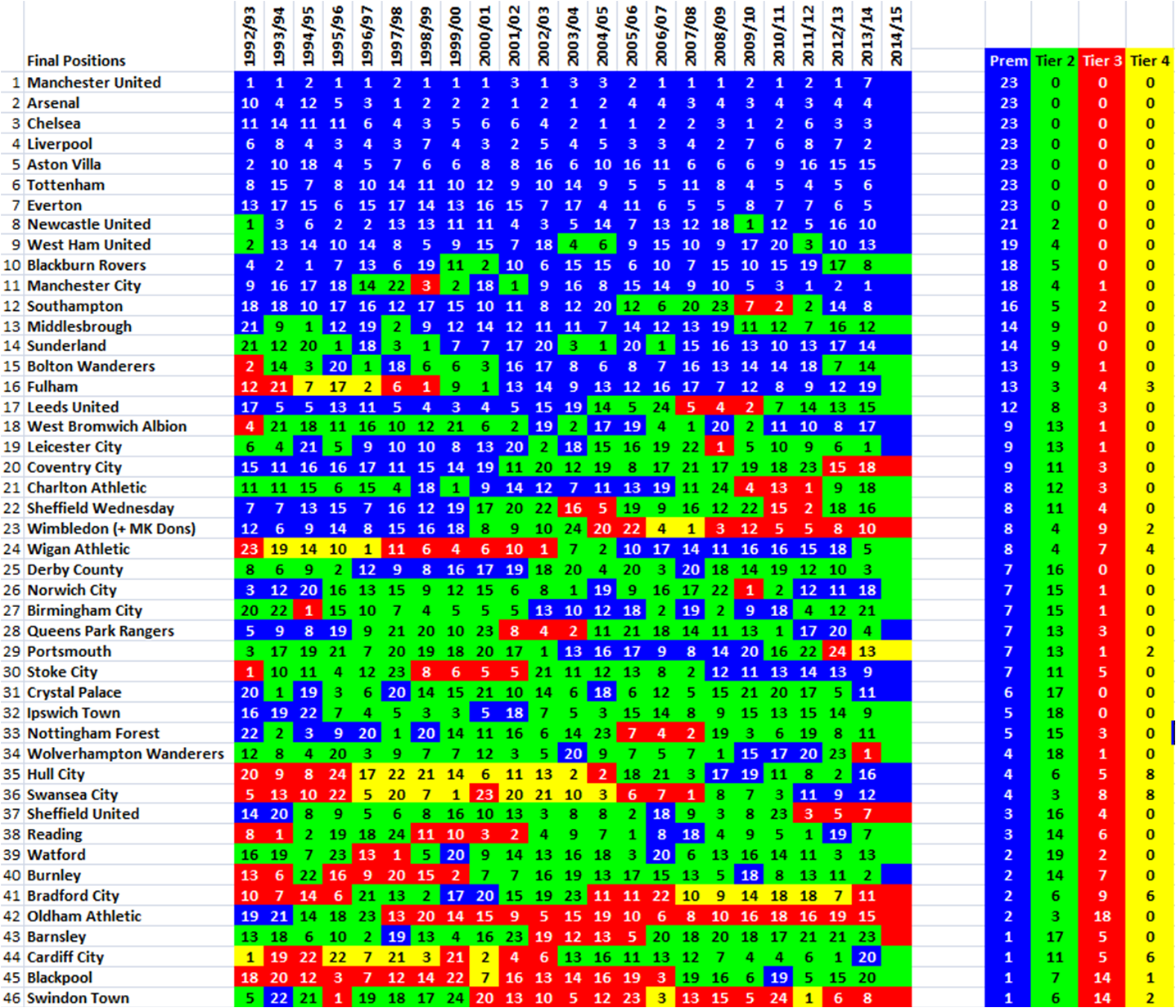
League history of current and former Premier League teams from 1992-93 to 2013-14.

### 勝ち点
- 1シーズン最多勝ち点:100[1]
  - マンチェスター・シティFC (2017–18)
- 1シーズン最少勝ち点:11[1]
  - ダービー・カウンティFC (2007–08)
- 準優勝クラブの1シーズン最多勝ち点:97[1]
  - リヴァプールFC (2018–19)
- リーグ優勝時の最少勝ち点:75[1]
  - マンチェスター・ユナイテッドFC (1996–97)
- 降格チームの最多勝ち点(42試合):49[1]
  - クリスタル・パレスFC (1992–93)
- 降格クラブの最多勝ち点(38試合):42[1]
  - ウェストハム・ユナイテッドFC (2002–03)
- 降格を免れたクラブの最少勝ち点:34[1]
  - ウェスト・ブロムウィッチ・アルビオンFC (2004–05)

### 来場者数
- ホーム最多来場者数:83,222[1]
  - トッテナム・ホットスパーFC vs アーセナルFC (ウェンブリー・スタジアム,2018年2月10日)
- 1シーズン最多平均来場者数:75,821[1]
  - オールド・トラッフォード〈マンチェスター・ユナイテッドFC〉(2006–07)
- ホーム最少来場者数:3,039[1]
  - ウィンブルドンFC vs エヴァートンFC (セルハースト・パーク,1993年1月26日)
- 1シーズン最少平均来場者数:8,353[1]
  - セルハースト・パーク〈ウィンブルドンFC〉(1992–93)[注 5]

## 選手記録

### 受賞
- 最多優勝メダル獲得数:13[1]
  - ライアン・ギグス (マンチェスター・ユナイテッドFC;1992–93,1993–94,1995–96,1996–97,1998–99,1999–2000,2000–01,2002–03,2006–07,2007–08,2008–09,2010–11,2012–13)
- 最多シーズン最優秀選手賞獲得数:2[1]
  - ティエリ・アンリ (アーセナルFC;2003–04,2005–06)
  - クリスティアーノ・ロナウド (マンチェスター・ユナイテッドFC;2006–07,2007–08)
  - ネマニャ・ヴィディッチ (マンチェスター・ユナイテッドFC;2008–09,2010–11)
  - ケヴィン・デ・ブライネ(マンチェスター・シティFC；2019-20,2020-21)
  - モハメド・サラー(リヴァプールFC;2017-18,2024-25)
- 最多月間最優秀選手賞獲得数:7[1]
  - モハメド・サラー (リヴァプールFC;2017年11月/2018年2月,3月/2021年10月/2023年10月/2024年11月/2025年2月)

### 試合出場
- 最多試合出場数:653[1]
  - ギャレス・バリー (アストン・ヴィラFC,マンチェスター・シティFC,エヴァートンFC,ウェスト・ブロムウィッチ・アルビオンFC;1998年5月2日–2018年2月24日)
- 最多試合出場シーズン数:23[1]
  - ジェームズ・ミルナー (リーズ・ユナイテッドFC,ニューカッスル・ユナイテッドFC,アストン・ヴィラFC,マンチェスター・シティFC,リヴァプールFC,ブライトン;2002/03–)
- 最長連続試合出場数:310[1]
  - ブラッド・フリーデル (ブラックバーン・ローヴァーズFC,アストン・ヴィラFC,トッテナム・ホットスパーFC;2004年8月14日–2012年10月7日)
- 最多在籍クラブ数:8[1]
  - マーカス・ベント (クリスタル・パレスFC,ブラックバーン・ローヴァーズFC,イプスウィッチ・タウンFC,レスター・シティFC,エヴァートンFC,チャールトン・アスレティックFC,ウィガン・アスレティックFC,ウルヴァーハンプトン・ワンダラーズFC;1997/98–2010/11)
- 最高初出場年齢:43歳162日[1]
  - ジョン・バリッジ（英語版） (マンチェスター・シティFC vs クイーンズ・パーク・レンジャーズFC,1995年5月14日)
- 最低初出場年齢:15歳181日[1]
  - イーサン・ヌワネリ (ブレントフォードFC vs アーセナルFC,2022年9月18日)
- 1クラブでの最多試合出場数:632
  - ライアン・ギグス (マンチェスター・ユナイテッドFC;1992年8月15日–2014年5月6日)

### ゴール
- 最多得点:260[1]
  - アラン・シアラー (ブラックバーン・ローヴァーズFC,ニューカッスル・ユナイテッドFC;1992/93–2005/06)
- 1クラブでの最多得点:213[1]
  - ハリー・ケイン (トッテナム・ホットスパーFC;2012/13–2022/23)
- 最年長得点年齢:40歳268日[1]
  - テディ・シェリンガム (ウェストハム・ユナイテッドFC vs ポーツマスFC,2006年12月26日)
- 最年少得点年齢:16歳270日[1]
  - ジェームズ・ヴォーン (エヴァートンFC vs クリスタル・パレスFC,2005年4月10日)
- 最長連続得点試合数:11[1]
  - ジェイミー・ヴァーディ (レスター・シティFC;2015年8月29日–11月28日)
- 最長連続得点シーズン数:21[1]
  - ライアン・ギグス (マンチェスター・ユナイテッドFC;1992/93–2012/13)
- 1シーズン最多得点:36[1]
  - アーリング・ハーランド (マンチェスター・シティFC;2022-23)
- 最多デビューシーズン得点:36[1]
  - アーリング・ハーランド (マンチェスター・シティFC;2022-23)
- 最多年間得点:39[1]
  - ハリー・ケイン (トッテナム・ホットスパーFC;2017)
- 初ハットトリック日:1992年8月25日[1]
  - エリック・カントナ (リーズ・ユナイテッドFC vs トッテナム・ホットスパーFC)
- 最短ハットトリック時間:2分56秒間[1]
  - サディオ・マネ (サウサンプトンFC vs アストン・ヴィラFC,2015年5月16日)
- 最多ハットトリック:12[1]
  - セルヒオ・アグエロ (マンチェスター・シティFC;2011/12–2020/21)
- 1試合最多得点:5[1]
  - アンディ・コール (マンチェスター・ユナイテッドFC vs イプスウィッチ・タウンFC,1995年3月4日)
  - アラン・シアラー (ニューカッスル・ユナイテッドFC vs シェフィールド・ウェンズデイFC,1999年9月19日)
  - ジャーメイン・デフォー (トッテナム・ホットスパーFC vs ウィガン・アスレティックFC,2009年11月22日)
  - ディミタール・ベルバトフ (マンチェスター・ユナイテッドFC vs ブラックバーン・ローヴァーズFC,2010年11月27日)
  - セルヒオ・アグエロ (マンチェスター・シティFC vs ニューカッスル・ユナイテッドFC,2015年10月3日)
- 半試合最多得点:5[1]
  - ジャーメイン・デフォー (トッテナム・ホットスパーFC vs ウィガン・アスレティックFC,2009年11月22日)
- 最速得点時間:7.69秒[1]
  - シェーン・ロング (ワトフォードFC vs サウサンプトンFC,2019年4月24日)
- ペナルティエリア内からの最多得点:227[1]
  - アラン・シアラー (ブラックバーン・ローヴァーズFC,ニューカッスル・ユナイテッドFC;1992/93–2005/06)
- ペナルティエリア外からの最多得点:41[1]
  - フランク・ランパード (ウェストハム・ユナイテッドFC,チェルシーFC,マンチェスター・シティFC;1997/98–2014/15)
- 最多ヘディング得点:53[1]
  - ピーター・クラウチ (アストン・ヴィラFC,サウサンプトンFC,リヴァプールFC,ポーツマスFC,トッテナム・ホットスパーFC,ストーク・シティFC;2001/02–2017/18)
- 最多PK得点:56[1]
  - アラン・シアラー (ブラックバーン・ローヴァーズFC,ニューカッスル・ユナイテッドFC;1992/93–2005/06)
- 最多PK失敗数:11[1]
  - アラン・シアラー (ブラックバーン・ローヴァーズFC,ニューカッスル・ユナイテッドFC;1993/94–2005/06)
- 最多オウンゴール数:10[1]
  - リチャード・ダン (マンチェスター・シティFC,アストン・ヴィラFC,クイーンズ・パーク・レンジャーズFC;2004/05–2014/15)

### 記念ゴール
- 初得点:ブライアン・ディーン（英語版） (シェフィールド・ユナイテッドFC vs マンチェスター・ユナイテッドFC,1992年8月15日)[1]
- 5000得点目:クリス・サットン (レスター・シティFC vs ブラックバーン・ローヴァーズFC,1996年12月7日)[1]
- 10000得点目:レス・ファーディナンド (トッテナム・ホットスパーFC vs フラムFC,2001年12月15日)[1]
- 15000得点目:モリッツ・フォルツ (チェルシーFC vs フラムFC,2006年12月30日)[1]
- 20000得点目:マーク・オルブライトン (アストン・ヴィラFC vs アーセナルFC,2011年12月21日)[1]
- 25000得点目:ズラタン・イブラヒモヴィッチ (スウォンジー・シティAFC vs マンチェスター・ユナイテッドFC,2016年11月6日)[1]
- 30000得点目:クリス・ウッド (バーンリーFC vs リーズ・ユナイテッドFC,2021年8月29日)[1]

### アシスト
- 最多アシスト数:162[1]
  - ライアン・ギグス (マンチェスター・ユナイテッドFC;1992/93–2013/14)
- 1シーズン最多アシスト数:20[1]
  - ティエリ・アンリ (アーセナルFC;2002–03)
  - ケヴィン・デ・ブライネ (マンチェスター・シティFC;2019–20)
- 1試合最多アシスト数:4[1]
  - デニス・ベルカンプ (アーセナルFC vs レスター・シティFC,1999年2月20日)
  - ホセ・アントニオ・レジェス (アーセナルFC vs ミドルズブラFC,2006年1月14日)
  - セスク・ファブレガス (アーセナルFC vs ブラックバーン・ローヴァーズFC,2009年10月4日)
  - エマニュエル・アデバヨール (トッテナム・ホットスパーFC vs ニューカッスル・ユナイテッドFC,2012年2月11日)
  - サンティ・カソルラ (アーセナルFC vs ウィガン・アスレティックFC,2013年5月14日)
  - ハリー・ケイン (トッテナム・ホットスパーFC vs サウサンプトンFC,2020年9月19日)
  - ポール・ポグバ (マンチェスター・ユナイテッドFC  vs リーズ・ユナイテッドFC,2021年8月13日)
  - ジェレミー・ドク (マンチェスター・シティFC vs ボーンマスFC,2023年11月4日)

### GK
- 最多クリーンシート数:202[1]
  - ペトル・チェフ (チェルシーFC,アーセナルFC;2004/05–2018/19)
- 1クラブでの最多クリーンシート数:162[1]
  - ペトル・チェフ (チェルシーFC;2004/05–2014/15)
- 1シーズン最多クリーンシート数:21[1]
  - ペトル・チェフ (チェルシーFC;2004–05)
  - エドウィン・ファン・デル・サール (マンチェスター・ユナイテッドFC;2008–09)
- 最長連続クリーンシート数:14[1]
  - エドウィン・ファン・デル・サール (マンチェスター・ユナイテッドFC;2008年11月15日–2009年2月18日)
- 最多PKストップ数:13[1]
  - ディビッド・ジェームス (リヴァプールFC,マンチェスター・シティFC,ポーツマスFC;1992/93–2009/10)

### 交代
- 最多交代出場試合数:152[1]
  - ピーター・クラウチ (アストン・ヴィラFC,サウサンプトンFC,リヴァプールFC,ポーツマスFC,トッテナム・ホットスパーFC,ストーク・シティFC;2002/03–2017/18)
- 最多交代退場試合数:134[1]
  - ライアン・ギグス (マンチェスター・ユナイテッドFC;1992/93–2013/14)
- 交代出場時の最多得点:24[1]
  - ジャーメイン・デフォー (ウェストハム・ユナイテッドFC,トッテナム・ホットスパーFC,サンダーランドAFC,AFCボーンマス;2001/02–2018/19)

### カード
- 最多イエローカード数:123[1]
  - ギャレス・バリー (アストン・ヴィラFC,マンチェスター・シティFC,エヴァートンFC,ウェスト・ブロムウィッチ・アルビオンFC;1998/99–2017/18)
- 最多レッドカード数:8[1]
  - ダンカン・ファーガソン (エヴァートンFC;1994/95–2005/06)
  - パトリック・ヴィエラ (アーセナルFC;1997/98–2003/04)
  - リチャード・ダン (エヴァートンFC,マンチェスター・シティFC;1998/99–2008/09)
- 1シーズン最多イエローカード数:14[1]
  - マーク・ヒューズ (サウサンプトンFC;1998–99)
  - ロビー・サヴェージ (レスター・シティFC;2001–02)
  - シェイク・ティオテ (ニューカッスル・ユナイテッドFC;2010–11)
  - リー・カッターモール (サンダーランドAFC;2014–15)
  - ホセ・ホレバス (ワトフォードFC;2016–17)
- 1シーズン最多レッドカード数:3[1]
  - ヴィニー・ジョーンズ (ウィンブルドンFC;1995–96)
  - スラベン・ビリッチ (エヴァートンFC;1997–98)
  - デビッド・バッティ (ニューカッスル・ユナイテッドFC;1997–98)
  - クレイグ・ショート（英語版） (ブラックバーン・ローヴァーズFC;2001–02)
  - フランク・キュードリュー（英語版） (ミドルズブラFC;2002–03)
  - ウェズ・ブラウン (サンダーランドAFC;2013–14)
  - ビクター・ワニアマ (サウサンプトンFC;2015–16)